# خری اسلوت
خری اسلوت (هلندی: Gerrie Slot؛ زادهٔ ۲۳ مهٔ ۱۹۵۴) دوچرخه‌سوار اهل هلند است.